# Port lotniczy Tottori
Port lotniczy Tottori (IATA: TTJ, ICAO: RJOR) – port lotniczy w mieście Tottori, w prefekturze Tottori, w Japonii, jego pełna nazwa brzmi Tottori Sand Dunes Conan Airport.
Lotnisko jest usytuowane po wschodniej stronie prefektury, w mieście Tottori, pomiędzy wybrzeżem Morza Japońskiego, rzeką Sendai i jeziorem Koyama. 
Jego nazwa w języku angielskim to: Tottori Sand Dunes Conan Airport lub Tottori Sakyu Conan Airport, a w języku japońskim: Tottori Sakyū Konan Kūkō). 
Nowa nazwa została utworzona po renowacji obiektu w 2015 roku. Poprzez jej wprowadzenie uhonorowano, urodzonego w Tottori, mangakę Gōshō Aoyamę (ur. 1963), twórcę mangi pt. „Detektyw Conan”, a ponadto uwypuklono atrakcję turystyczną w postaci wielkich wydm (sakyū).
Prefektura Tottori dysponuje jeszcze jednym portem lotniczym, również o unikalnej nazwie. Znajduje się on na zachodnim skraju prefektury, w mieście Sakaiminato (administracyjnie także częściowo w Yonago), tuż przy granicy z prefekturą Shimane. Port nosi nazwę Yonago Kitaro Airport (Yonago Kitarō Kūkō) od 2010 roku i pochodzi ona od tytułu mangi „GeGeGe no Kitarō”, stworzonej przez Shigeru Mizukiego (1922–2015), który spędził dzieciństwo w Sakaiminato. Lotnisko to jest jednocześnie bazą Japońskich Sił Samoobrony.